# The E-Flat Man
Pour plus de détails, voir Fiche technique et Distribution.
The E-Flat Man est un court métrage américain réalisé par Charles Lamont, sorti en 1935.

## Fiche technique
- Titre original : The E-Flat Man
- Réalisation : Charles Lamont
- Scénario : Charles Lamont, Glen Lambert
- Photographie : Dwight Warren
- Son : Karl Zint
- Production : E.H. Allen
- Société de production : Educational Films Corporation of America
- Société de distribution : Fox Film Corporation
- Pays d'origine :  États-Unis
- Langue : anglais
- Format : Noir et blanc – 1.37 :1 - Mono
- Genre : Comédie
- Durée : 20 minutes
- Date de sortie : 9 août 1935

## Distribution
- Buster Keaton : Elmer
- Dorothea Kent
- Broderick O'Farrell : M. Reynolds
- Charles McAvoy
- Si Jenks : fermier
- Fern Emmett : la femme du fermier
- Jack Shutta
- Matthew Betz
- Bud Jamison : policier (non crédité)